# Kepelle
Kepelle (ou Kepele) est une localité du Cameroun située dans la Région du Sud-Ouest et le département de Manyu. Elle est rattachée administrativement à l'arrondissement de Upper Bayang (Tinto Council) et au canton de Tinto.

## Population
La localité comptait 251 habitants en 1953, puis 286 en 1967, des Banyang. À cette date elle disposait d'une coopérative (CPMS).
Lors du recensement de 2005, on y a dénombré 142 personnes.